# Thomas Mohrs

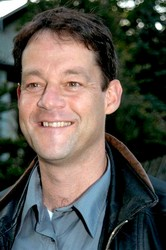
Thomas Mohrs (2008)

Thomas Mohrs (* 2. April 1961 in Koblenz) ist habilitierter Philosoph mit den Arbeitsschwerpunkten philosophische Anthropologie, allgemeine und angewandte Ethik, insbesondere angewandte Ethik der Ernährung, politische Philosophie und Philosophie der Interkulturalität und Globalisierung. Er ist Professor an der Pädagogischen Hochschule Oberösterreich.

## Leben
Nach einer Verwaltungsausbildung und dem Abitur im zweiten Bildungsweg studierte Mohrs Philosophie, Politikwissenschaft und Geschichte an der Universität Passau, wo er promoviert wurde und sich im Fachbereich Philosophie habilitierte. Er war bis 2008 Oberassistent am Lehrstuhl für Philosophie der Universität Passau. Im Dezember 2008 wurde er zum außerplanmäßigen Professor an der Universität Passau bestellt. 
Mohrs ist Lehrbeauftragter an der Universität Salzburg im Masterstudiengang "Gastrosophische Wissenschaften" (Modul "Ernährung und Werte"). Zudem ist er Teil des Teams des "Internationalen Forums Gastrosophie", das sich die "Ernährungswende" auf die Fahnen geschrieben hat.
Von Oktober 2008 an war er im Kultur- und Veranstaltungszentrum „ProLi“ in Passau Gastgeber eines Philosophisches Cafés, und im Kepler Salon in Linz (OÖ) bietet er seit 2009 regelmäßig öffentliche Veranstaltungen zu aktuellen philosophischen Fragestellungen sowie gelegentlich „gastrosophische Matinees“ mit dem Haubenkoch Georg Friedl an. Er ist Mitglied im Humanistischen Verband Bayern und gehört dem wissenschaftlichen Beirat der Humanistischen Akademie Bayern an.
Seit 2011 ist Mohrs Professor an der Pädagogischen Hochschule Oberösterreich in Linz mit den Arbeitsschwerpunkten Politische Bildung und Ethik, verantwortlich für das Philosophikum und die Ökolog-Agenden sowie Leiter des Zentrums für Persönlichkeitsbildung und Begabungsförderung. Er ist geschieden und Vater dreier Töchter und eines Sohnes.

## Publikationen
- Thomas Mohrs: Vom Weltstaat. Hobbes' Sozialphilosophie - Soziobiologie - Realpolitik. Akademie Verlag, Berlin 1995, ISBN 3-05-002681-2 (Dissertation).

- Thomas Mohrs, Sri Kuhnt-Saptodewo: Interkulturalität als Anpassung. Eine evolutionstheoretische Kritik an Samuel P. Huntington. Verlag Peter Lang, Frankfurt/Main 2000, ISBN 3-631-36356-7.

- Thomas Mohrs: Weltbürgerlicher Kommunitarismus. Zeitgeistkonträre Anregungen zu einer konkreten Utopie. Königshausen & Neumann, Würzburg 2003, ISBN 3-8260-2533-4 (Habilitationsschrift).

- Thomas Mohrs, Maria Hallitzky (Hrsg.): Globales Lernen. Schulpädagogik für WeltbürgerInnen. Schneider Verlag Hohengehren, Baltmannsweiler 2005, ISBN 3-89676-977-4.

- Thomas Mohrs (Hrsg.): Zurück auf dem Marktplatz. Die Philosophie im Zentrum des Lebens. Universität Passau (Selbstverlag), Passau 2008, ISBN 978-3-00-024505-3 (Dokumentation des vom BMBF prämierten Projektes zum Jahr der Geisteswissenschaften 2007).